# Cần Thơ
Cần Thơ è una città del Vietnam, tra le cinque principali del paese. È la città più grande nella regione del Delta del Mekong ed è situata 180 km a sud di Ho Chi Minh. Nel 2023 vi abitano 1 379 844 persone, divise in tre gruppi etnici: khmer, vietnamiti, cinesi.
Nei pressi di Cần Thơ' (Cairang), è visitabile il "Mercato galleggiante", dove gli scambi commerciali vengono fatti su piccole imbarcazioni sul Mekong.
Cần Thơ' è famosa anche per le sue specialità gastronomiche come i Nem nướng (carne allo spiedo).

## Monumenti e luoghi d'interesse

### Antica casa Binh Thuy

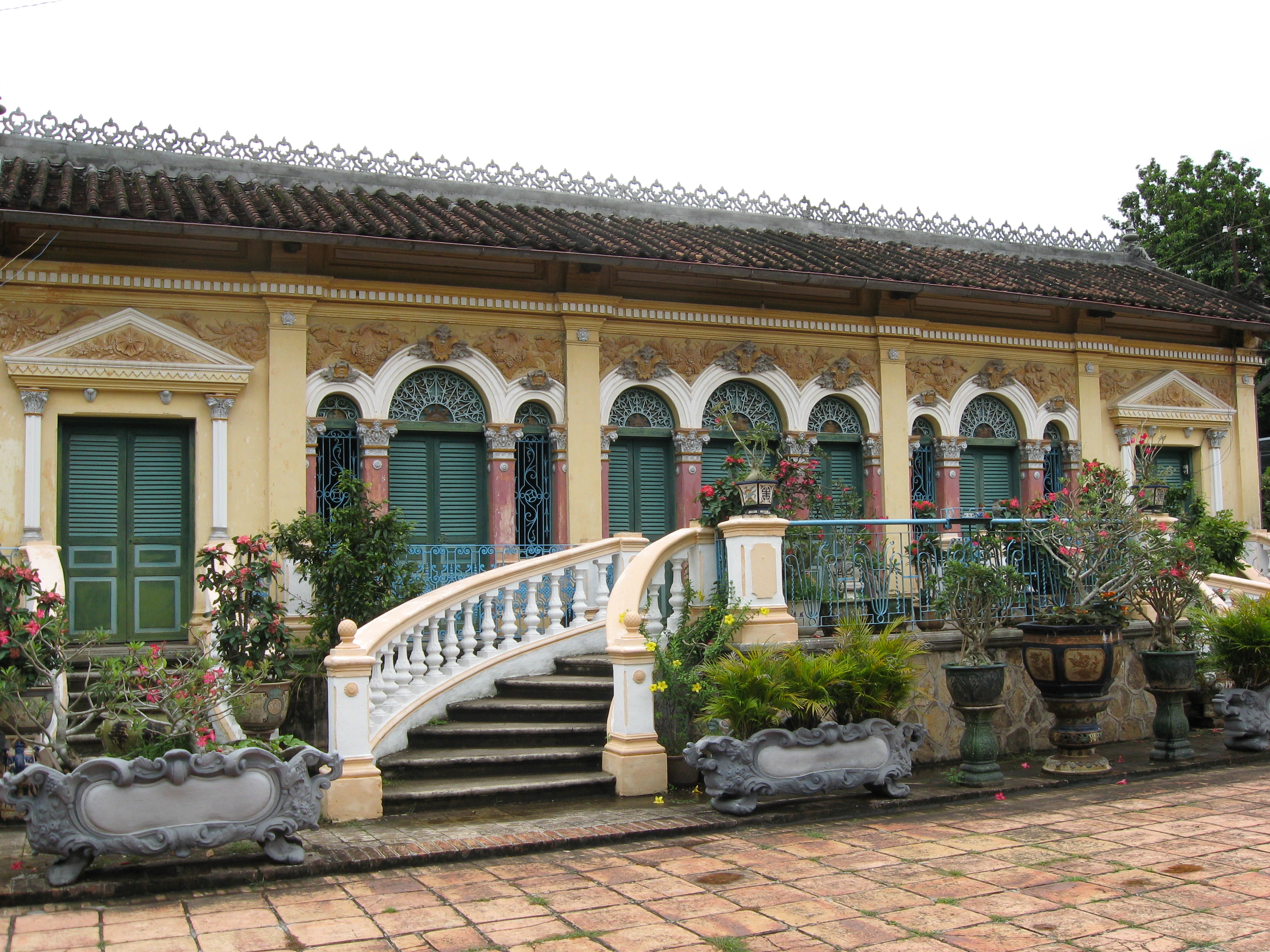

È una delle poche case dell'epoca coloniale francese rimaste in città, famosa per la sua architettura unica, che è una combinazione unica di stili vietnamiti, francesi e cinesi.
È stata utilizzata per alcune scene del film L'amante di Jean-Jacques Annaud tratto dal romanzo omonimo e semi-autobiografico di Marguerite Duras.